# Franz Dufter
Franz Dufter (* 15. April 1962) ist ein ehemaliger deutscher Automobilrennfahrer. Er trat u. a. 1990 bis 1992 in der DTM an.

## Leben
Franz Dufter stammt aus Marktschellenberg im Landkreis Berchtesgadener Land. In den 1970er und 80er Jahren absolvierte er im Familienbetrieb – einer BMW-Werkstatt in Marktschellenberg – eine Ausbildung zum Kfz-Mechaniker und legte die Meisterprüfung ab.
Er ist verheiratet und lebt heute in der Gemeinde Schönau am Königssee. Das Ehepaar hat eine Tochter.

## Karriere
Mit 19 Jahren begann Franz Dufter mit dem Motorsport, anfangs im Renault-5-Pokal, den er 1984 gewann und in den Jahren 1983 und 1985 Vizemeister wurde. 1985 startete Dufter für Linder Rennsport bei zwei Rennen der Tourenwagen-Europameisterschaft in einem BMW 323i. Beim 26. Großen Preis der Tourenwagen am Nürburgring wurde er gemeinsam mit Winfried Vogt Zehnter in der Gesamtwertung und Zweiter in seiner Klasse.  Beim Rennen in Zolder wurden Dufter und Vogt Gesamt-Siebter und gewannen ihre Klasse. 1986 nahm er – erneut für Linder – in einem BMW 325i an dem ersten drei Rennen der Tourenwagen-Europameisterschaft teil. In Monza gewann er mit Vogt und Markus Oestreich seine Klasse und belegte den vierten Gesamtrang. Nachdem das Team in Donington nach einem Unfall ausgeschieden war, belegte er mit Vogt und Massimo Micangeli in Hockenheim den dritten Platz in der Klasse und den zwölften Gesamtrang.
1986 war Dufter im Gespräch für einen Werksvertrag mit BMW, der allerdings aus unbekannten Gründen nicht zustande kam. 1987 bestritt er ein Rennen in der Tourenwagen-Weltmeisterschaft für Linder Rennsport auf einem BMW M3. Ebenfalls für Linder Rennsport ging er gemeinsam mit Altfrid Heger und Christian Danner beim 24-Stunden-Rennen von Spa-Francorchamps ins Rennen, die Mannschaft belegte am Ende den fünften Rang. Später folgten unter anderem Rennen im Langstreckenpokal, beim 24-Stunden-Rennen auf dem Nürburgring und in der DTM. 1990 schied sein Team beim 24-Stunden-Rennen auf dem Nürburgring in Führung liegend aus. In den 1990er Jahren fuhr Dufter – neben einigen Einsätzen in der DTM – überwiegend bei Rennen der Deutschen Tourenwagen-Trophäe (DTT), in der er 1995 den Titelgewinn knapp verpasste.
Dufter gilt insbesondere auf der Nordschleife des Nürburgrings als extrem schneller Fahrer. Beim 24-Stunden-Rennen 1992 war er der einzige Fahrer im Feld, der bei widrigen Wetterbedingungen mit Regen und Nebel in der Nacht die Rundenzeiten von Walter Röhrl – der über eine halbe Minute schneller als die meisten anderen Fahrer war – mitgehen konnte.
1997 kehrte er aus familiären und beruflichen Gründen, aber auch wegen fehlender Motivation, dem Motorsport den Rücken. In seiner aktiven Zeit gewann Franz Dufter insgesamt etwa 70 Rennen in unterschiedlichsten Klassen. Im Langstreckenpokal feierte er 26 Klassen- und 6 Gesamtsiege.
2018 bewegte Dufter beim „Roßfeldrennen“, einem Oldtimerrennen auf der ehemaligen Bergrennstrecke auf der Roßfeldhöhenringstraße, noch einmal einen BMW M3, wie er ihn fast 30 Jahre zuvor in der DTM fuhr.

## Statistik

### Ergebnisse Nürburgring 24 Stunden
| Jahr | Nr. | Klasse | Team                                | Fahrzeug | Teamkollegen                                          | Platzierung | Runden |
| ---- | --- | ------ | ----------------------------------- | -------- | ----------------------------------------------------- | ----------- | ------ |
| 1987 | 78  | 8      | mastop                              | BMW 323i | Georg Memminger                                       | 5           | 127    |
| 1988 | 26  | 9      | mastop                              | BMW 325i | Robert Walterscheid-Müller                            | DNC         | 68     |
| 1989 | 33  | 13     | BMW M Team Zakspeed                 | BMW M3   | Steve Soper, Dieter Quester                           | 6           | 136    |
| 1990 | 14  | 13     | BMW M Team Schnitzer                | BMW M3   | Christian Danner, Armin Hahne, Dieter Quester         | DNC         | 123    |
| 1991 | 18  | 13     | mastop                              | BMW M3   | Andy Bovensiepen, Leopold Prinz von Bayern            | DNC         | 67     |
| 1992 | 6   | 12     | mastop                              | BMW M3   | Fritz Kreutzpointner, Ingo Jeleniowski, Harald Becker | DNC         | 44     |
| 1993 | 60  | 2      | Scheer Motorsport Team Budde        | BMW M3   | Klaus Scheer, Leopold Prinz von Bayern                | 7           | 126    |
| 1994 | 9   | 2      | FINA Tankstellen Team Schneider     | BMW M3   | Patrick Huisman, Cor Euser, Franz Konrad              | DNC         | 44     |
| 1995 | 103 | 7      |                                     | BMW M3   | Ernst Furtmayr, Fritz Müller, Fritz Möller            | 18          | 114    |
| 1996 | 20  | 2      |                                     | BMW M3   | Thomas Schiemann, Manfred Wollgarten                  | DNC         | 55     |
| 1997 | 33  | 2      | German Assistance Team MST Wiesmann | BMW M3   | Stefan Neuberger, Hans Widmann, Wolfgang Leufgen      | DNC         | 82     |